# Lista de membros do elenco de Indiana Jones
Karen Allen (como Marion Ravenwood), Kate Capshaw (como Willie Scott) e Alison Doody (como Elsa Schneider) interpretam os pares românticos de Ford ao longo dos três primeiros filmes.
Este artigo lista os atores e atrizes que atuaram ao longo da franquia cinematográfica Indiana Jones. A franquia Indiana Jones consiste numa série de cinco filmes de ação e aventura baseados no personagem homônimo criado pelo cineasta estadunidense George Lucas. Considerada uma das mais criticamente aclamadas e bem-sucedidas franquias cinematográficas, Indiana Jones teve início em 1981 com o lançamento de Raiders of the Lost Ark, estrelado por Harrison Ford no papel do personagem-título - um professor de arqueologia que trava uma disputa com a Alemanha Nazista pela posse da mítica Arca da Aliança. Este primeiro filme conta também com as atuações de Karen Allen como a arqueóloga Marion Ravenwood, John Rhys-Davies como o escavador Sallah Mohammed (papel que reprisaria em dois filmes futuros da saga), Paul Freeman como o anti-herói René Belloq e Ronald Lacey como o antagonista Coronel Arnold Toht.
Três anos após o sucesso comercial de Raiders of the Lost Ark, a franquia retornou ao cinema com a sequência Indiana Jones and the Temple of Doom (1984) cujo enredo aborda uma disputa de Jones com a máfia chinesa em busca de um poderoso artefato milenar. O segundo filme da franquia e o único da saga cujo enredo não envolve a Alemanha Nazista, Temple of Doom contou com as atuações de Kate Capshaw no papel da cantora Willie Scott, Ke Huy Quan como o comparsa Short Round e Amrish Puri como o antagonista Mola Ram. No terceiro filme da franquia, Indiana Jones and the Last Crusade (1989), Ford dividiu as telas com Sean Connery que assumiu o papel de Henry Walton Jones, Sr. e com Alison Doody como Elsa Schneider, uma professora de história da arte que se envolve na busca dos Jones pelo Santo Graal. Apesar da grande aclamação crítica por sua atuação no terceiro filme, Connery não aceitou retomar o personagem em futuras produções da franquia especialmente porque o quarto filme acabou produzido somente em 2007, quando o ator escocês já havia anunciado uma aposentadoria definitiva.
Após um hiato de mais de uma década devido às sucessivas alterações de roteiro do projeto, uma sequência passou a ser filmada em meados de 2007. O enredo de Indiana Jones and the Kingdom of the Crystal Skull (2008) se passa duas décadas após os eventos de The Last Crusade e tem como fio condutor o rebelde universitário Mutt Williams, filho de Indiana Jones interpretado por Shia LaBeouf, em sua conturbada reconciliação com suas origens enquanto lidera uma busca pela cidade perdida de Akakor. O elenco do quarto filme da franquia inclui Ford, Allen e Rhys-Davies mais uma vez seus respectivos papéis como Indiana Jones, Marion Ravenwood e Sallah, Cate Blanchett como a agente soviética Irina Spalko, Ray Winstone como o agente britânico George McHale e John Hurt como o arqueólogo Harold Oxley.

## Elenco e personagens
- A lista abaixo é ordenada pelos nomes das personagens em ordem alfabética a contar pelo sobrenome independentemente da relevância desta no universo fictício. Eventuais títulos, patentes ou cargos da personagem aparecem em menor tamanho acima do nome. O alter ego da personagem aparece em menor tamanho abaixo do nome.

| Personagem                              | Filme                          | Filme                     | Filme                   | Filme                                   | Filme                      |
| Personagem                              | Raiders of the Lost Ark (1981) | The Temple of Doom (1984) | The Last Crusade (1989) | The Kingdom of the Crystal Skull (2008) | The Dial of Destiny (2023) |
| --------------------------------------- | ------------------------------ | ------------------------- | ----------------------- | --------------------------------------- | -------------------------- |
| Aluno                                   |                                |                           |                         | Chet Hanks                              |                            |
| Barranca                                | Vic Tablian                    |                           |                         |                                         |                            |
| René Belloq                             | Paul Freeman                   |                           |                         |                                         |                            |
| Capitão Phillip James Blumburtt         |                                | Philip Stone              |                         |                                         |                            |
| Marcus Brody                            | Denholm Elliott                |                           | Denholm Elliott         |                                         |                            |
| Cavaleiro Cinza                         |                                |                           | Robert Eddison          |                                         |                            |
| Chen                                    |                                | Chua Kah Joo              |                         |                                         |                            |
| Oberst Herman Dietrich                  | Wolf Kahler                    |                           |                         |                                         |                            |
| Dimitri                                 |                                |                           |                         | Ilia Volok                              |                            |
| Walter Donovan                          |                                |                           | Julian Glover           |                                         |                            |
| Coronel Antonin Dovchenko               |                                |                           |                         | Igor Jijikine                           |                            |
| Major Eaton                             | William Hootkins               |                           |                         |                                         |                            |
| Espadachim                              | Terry Richards                 |                           |                         |                                         |                            |
| Agente G                                |                                |                           | Eugene Lipinski         |                                         |                            |
| Garth                                   |                                |                           | Richard Young           |                                         |                            |
| Grant                                   |                                |                           |                         | Andrew Divoff                           |                            |
| Sturmbannführer Gobler                  | Anthony Higgins                |                           |                         |                                         |                            |
| Coronel George McHale                   |                                |                           |                         | Ray Winstone                            |                            |
| Adolf Hitler                            |                                |                           | Michael Sheard          |                                         |                            |
| Henry Walton Jones, Sr.                 |                                |                           | Sean Connery            |                                         |                            |
| Henry Walton Jones, Jr. "Indiana Jones" | Harrison Ford                  | Harrison Ford             | Harrison Ford           | Harrison Ford                           | Harrison Ford              |
| Henry Walton Jones III "Mutt Williams"  |                                |                           |                         | Shia LaBeouf                            |                            |
| Kao Kan                                 |                                | Ric Young                 |                         |                                         |                            |
| Simon Katanga                           | George Harris                  |                           |                         |                                         |                            |
| Kazim                                   |                                |                           | Kevork Malikyan         |                                         |                            |
| Klaber                                  |                                |                           |                         |                                         | Boyd Holbrook              |
| Teddy Kumar                             |                                |                           |                         |                                         | Ethann Isidore             |
| Chattar Lal                             |                                | Roshan Seth               |                         |                                         |                            |
| Lao Che                                 |                                | Roy Chiao                 |                         |                                         |                            |
| Jock Lindsey                            | Fred Sorenson                  |                           |                         |                                         |                            |
| Mason                                   |                                |                           |                         |                                         | Shaunette Renée Wilson     |
| Mordomo                                 |                                |                           | Vernon Dobtcheff        |                                         |                            |
| Coronel Musgrove                        | Don Fellows                    |                           |                         |                                         |                            |
| Harold Oxley                            |                                |                           |                         | John Hurt                               |                            |
| Mola Ram                                |                                | Amrish Puri               |                         |                                         |                            |
| Marion Ravenwood                        | Karen Allen                    |                           |                         | Karen Allen                             |                            |
| Renaldo                                 |                                |                           |                         |                                         | Antonio Banderas           |
| General Robert Ross                     |                                |                           |                         | Alan Dale                               |                            |
| Roosevelt                               |                                |                           |                         | Pasha D. Lychnikoff                     |                            |
| Short Round                             |                                | Ke Huy Quan               |                         |                                         |                            |
| Sallah                                  | John Rhys-Davies               |                           | John Rhys-Davies        | John Rhys-Davies                        | John Rhys-Davies           |
| Satipo                                  | Alfred Molina                  |                           |                         |                                         |                            |
| Elsa Schneider                          |                                |                           | Alison Doody            |                                         |                            |
| Willie Scott                            |                                | Kate Capshaw              |                         |                                         |                            |
| Basil Shaw                              |                                |                           |                         |                                         | Toby Jones                 |
| Helena Shaw                             |                                |                           |                         |                                         | Phoebe Waller-Bridge       |
| Zalim Singh                             |                                | Raj Singh                 |                         |                                         |                            |
| Paul Smith                              |                                |                           |                         | Neil Flynn                              |                            |
| Polkovnik Vrach Irina Spalko            |                                |                           |                         | Cate Blanchett                          |                            |
| Charles Stanforth                       |                                |                           |                         | Jim Broadbent                           |                            |
| Taylor                                  |                                |                           |                         | Joel Stoffer                            |                            |
| Sturmbannführer Arnold Toht             | Ronald Lacey                   |                           |                         |                                         |                            |
| Standartenführer Ernst Vogel            |                                |                           | Michael Byrne           |                                         |                            |
| Oberarzt Jürgen Voller                  |                                |                           |                         |                                         | Mads Mikkelsen             |
| Standartenführer Weber                  |                                |                           |                         |                                         | Thomas Kretschmann         |
| Wu Han                                  |                                | David Yip                 |                         |                                         |                            |
| Xamã                                    |                                | D. R. Nanayakkara         |                         |                                         |                            |